# Purin
 For alternative betydninger, se Purin (flertydig). (Se også artikler, som begynder med Purin)
Puriner er aromatiske forbindelser der indeholder to aromatiske ringe. Guanin og adenin er puriner. I nukleinsyrer er en purin en del af ethvert basepar, den anden del af parret er en pyrimidin.
| Biokemi | Spire Denne biokemiartikel er en spire som bør udbygges. Du er velkommen til at hjælpe Wikipedia ved at udvide den. |